# Vía sepulcral de la plaza de la Villa de Madrid
La vía sepulcral de la plaza de la Villa de Madrid es una necrópolis romana de los siglos I a III situada en la plaza de la Villa de Madrid y sus alrededores, en Barcelona. El yacimiento queda a un nivel inferior al de la plaza, aunque la urbanización permite que se vea desde la calle. Es uno de los diversos espacios patrimoniales gestionados por el Museo de Historia de Barcelona.
Entre los siglos I y III, la ley romana prohibía los enterramientos dentro de la ciudad y por ello las áreas funerarias de Barcino se situaban fuera, a lo largo de los caminos que salían, empezando a tocar mismo de las murallas. En este contexto, la necrópolis de la plaza de la Villa de Madrid se considera una vía sepulcral secundaria, alejada de la muralla y con enterramientos de personas de clase media o baja (esclavos y libertos). Por el contrario, es la necrópolis barcelonesa de esta época encontrada en mejor estado de conservación y mejor estudiada, ya que del resto solo se han localizado restos puntuales y, sobre todo, restos de los monumentos funerarios empleados en la ampliación de la muralla romana en el siglo IV.
El eje de la necrópolis es la vía, de unos cinco metros de anchura, de la que se han podido encontrar restos entre la calle Portaferrissa y la calle Santa Ana y que salía de la ciudad por la puerta sur-occidental (hacia la actual calle de la Boqueria) y se dirigía hacia las Corts o Sarrià. A ambos lados se encuentran las sepulturas en hileras pero sin una disposición regular, y con la necrópolis delimitada con un muro por el lado exterior. Se han identificado 85 sepulturas de diferentes tipos: seis cupae monolíticas, seis aras, una estela, dos losas con inscripción, treinta y tres túmulos (dos de ellos cónicos y el resto cuadrangulares o cupae de obra), diecisiete enterramientos protegidos con tejas y ánforas y veinte enterramientos sin restos de protecciones de ningún tipo. Actualmente, en la vía sepulcral se pueden ver tres cupae monolíticas más que las que había originalmente, ya que estas tres cupae procedentes de las excavaciones de la muralla se colocaron a finales de los años 50 en los emplazamientos donde se encontraban los restos muy dañados de tres cupae de obra.
Poco después de dejar de utilizarse la necrópolis se fue cubriendo de depósitos aluviales procedentes de los torrentes que bajan de Collserola. Esto mantuvo escondidas las piedras y evitó que se reutilizaran como material de construcción. En 1956 se descubrió al hacer los movimientos de tierras para la construcción del edificio que actualmente ocupa el lado sureste de la plaza, y se hizo una primera campaña de excavación, seguida de otra en 1959. Entre el 2000 y el 2003 se volvió a excavar, coincidiendo con la última urbanización de la plaza, y en 2008 se inauguró la museización actual.
La excepcionalidad del yacimiento consiste en el hecho de que las tumbas se han encontrado en su contexto original, ya que de la gran mayoría de sepulturas romanas que conocemos solo tenemos elementos de piedra reutilizados en otras obras o sepulturas aisladas. Como muestra, en Barcelona se han encontrado numerosos ejemplares de cupae monolíticas (28 en total), pero de éstas solo se han encontrado en el lugar original las seis de esta vía sepulcral.